# 安娜·查普曼

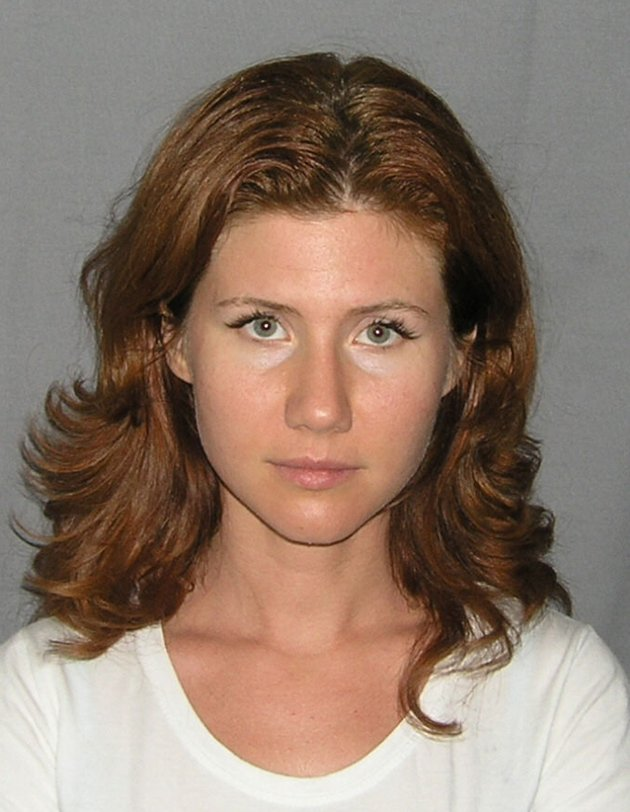
安娜·查普曼於2010年6月被捕後的照片

安娜·查普曼（俄語：А́нна Васи́льевна Ча́пман；1982年2月23日—），俄罗斯對外情報局的女间谍。

## 生平
安娜原姓库斯琴科（Кущенко），在莫斯科人民友谊大学取得经济学硕士学位。毕业后经商，2004年离俄，游历了西方多国。她曾在英国做过金融工作，其间与英国人艾利克斯·查普曼（Alex Chapman）结婚，但已於2005年離婚。后去美国纽约开办房地产交易网站。
在商人身份掩护下，她与各色人等结交，从而套取敏感信息。笔记型电脑和私人无线网路是她用于谍报工作的工具，一般在咖啡馆或书店接头。2010年1月起她开始被FBI盯上，6月27日晚被FBI特工抓获。同时抓捕的俄国间谍还有其他10人。2010年7月8日，安娜·查普曼被驅逐回俄羅斯。